# Alison Lundergan Grimes
Alison Case Lundergan Grimes (Maysville (Kentucky), 23 november 1978) is een Amerikaans politica van de Democratische Partij. Ze is sinds 2012 de staatssecretaris van Kentucky onder gouverneur Steve Beshear.